# 황무로
 황무로(Hwangmu-ro)는 경기도 이천시 신둔면 소티고개에서 부발읍 가산삼거리를 잇는 도로이다.

## 주요 경유지
경기도
- 이천시 (신둔면 - 관고동  - 증포동 - 부발읍)

## 노선
| 이름                    | 접속 노선                            | 소재지          | 소재지          | 비고            |
| 국사봉로와 직결         | 국사봉로와 직결                      | 국사봉로와 직결 | 국사봉로와 직결 | 국사봉로와 직결 |
| ----------------------- | ------------------------------------ | --------------- | --------------- | --------------- |
| 소티고개                |                                      | 이천시          | 신둔면          |                 |
| 용면2 교차로            | 황무로115번길                        | 이천시          | 신둔면          |                 |
| 마고개                  |                                      | 이천시          | 신둔면          |                 |
| 용마 교차로             | 마소로                               | 이천시          | 신둔면          |                 |
| 신둔2교                 |                                      | 이천시          | 신둔면          |                 |
| 신둔1교                 |                                      | 이천시          | 신둔면          |                 |
| 쇠쟁이 교차로           | 마소로                               | 이천시          | 신둔면          |                 |
| 소정 교차로             | 경충대로                             | 이천시          | 신둔면          |                 |
| 점말교                  |                                      | 이천시          | 신둔면          |                 |
| 송정2교                 |                                      | 이천시          | 관고동          |                 |
| 송정2 교차로            | 양진로114번길                        | 이천시          | 관고동          |                 |
| 사음교                  |                                      | 이천시          | 증포동          |                 |
| 동양파라곤아파트 교차로 | 증신로291번길                        | 이천시          | 증포동          |                 |
| 송정1 교차로            | 증신로                               | 이천시          | 증포동          |                 |
| 증포 교차로             | 국가지원지방도 제70호선 (이섭대천로) | 이천시          | 증포동          |                 |
| 갈산 교차로             |                                      | 이천시          | 증포동          |                 |
| 큰산아파트삼거리        | 황무로1130번길                       | 이천시          | 증포동          |                 |
| 북하천교                |                                      | 이천시          | 증포동          |                 |
|                         | 부발읍                               | 이천시          |                 |                 |
| 무촌삼거리 (무촌고가교) | 국도 제42호선 (중부대로)             | 이천시          |                 |                 |
| 죽당교                  |                                      | 이천시          |                 |                 |
| 가산삼거리              | 경충대로                             | 이천시          |                 |                 |

## 주요 건물 및 시설
- CJ씨푸드 (황무로 563-38/수광리 12-6)
- 한국타이어 신둔점 (황무로 612/남정리 35-2)
- GS칼텍스 뉴이천주유소 (황무로 715/사음동 13)
- GS25 신둔제일점 (황무로 724/사음동 16-11)
- SK에너지 서진주유소 (황무로 745/송정동 232-2)
- SK에너지 SK-LPG 충전소 (황무로 747/송정동 232-2)
- CU 이천송정로드점 (황무로 767/송정동 217-3)
- CU 이천송정교차로점 (황무로 818/송정동 172-5)
- 무촌주유소 (황무로 1279/무촌리 373-6)
- 세븐일레븐 이천종합운동장점 (황무로 1440/무촌리 91-1)
- 세븐일레븐 이천황무로점 (황무로 1669/죽당리 480-34)
- 한국철도공사 부발차량사업소 (황무로 1990/가산리 417)
- GS칼텍스 한림주유소 (황무로 2046/가산리 468-1)
- 세븐일레븐 이천가산점 (황무로 2056/가산리 469-3)